# Euxoa leaena
Euxoa leaena là một loài bướm đêm trong họ Noctuidae.